# Корешков, Игорь Геннадьевич
Игорь Геннадьевич Корешков (род. 9 февраля 1966, Усть-Каменогорск) — советский и российский хоккеист, нападающий. Тренер.

## Биография
Один из четырёх братьев. Воспитанник «Торпедо» Усть-Каменогорск, тренер Юрий Тархов. Некоторое время занимался футболом, приглашался в «Кайрат». Начинал играть в командах второй лиги «Горняк» Дальнегорск (1984/85, 1986/87 — 1987/88), СКА Хабаровск (1985/86). С сезона 1988/89 — в омском «Авангарде», с которым в 1992 году вышел в высшую лигу. После сезона 1993/94, проведённого в составе клуба элитной лиги чемпионата России «Рубин» Тюмень, шесть сезонов выступал в МХЛ и Суперлиге. Играл за «Автомобилист» Екатеринбург (1994/95 — 1995/96), «Металлург» Магнитогорск — в первой половине сезона 1996/97 выступал вместе с братьями Александром и Евгением. Завершал карьеру в команде ЦСК ВВС Самара, проведя в ней семь сезонов (1996/97 — 2002/03).
Главный тренер команд «ЦСК ВВС-2» (2003/04 — 2008/09), ЦСК ВВС (2009/10 — 2010/11), «Прогресс-2» Глазов (2009/10). В сезоне 2011/12 — тренер и главный тренер в команде МХЛ «Белые тигры» Оренбург. Главный тренер команды РХЛ «Ямальские стерхи» Ноябрьск (2012/13) — серебряный призёр чемпионата. Тренер юношеских команд Самары ЦСК ВВС (2013/14), «Комета-Юниор» (2014/15, 2016—2021/22). В сезоне 2015/16 тренер команды МХЛ-Б «Комета». Тренер юношеской команды «Авангард» (Тарко-Сале, 2022/23).
Сын Ростислав (род. 1989) — хоккеист. Дочь Милана (род. 2001) — фигуристка, чемпионка мира по синхронному фигурному катанию (2019, «Парадиз»). Тренер. Являлась артисткой государственного театра на льду Санкт-Петербурга.